# Wada Masahiro
Masahiro Wada (sinh ngày 21 tháng 1 năm 1965) là một cầu thủ bóng đá người Nhật Bản.

## Sự nghiệp câu lạc bộ
Masahiro Wada đã từng chơi cho Gamba Osaka và Vissel Kobe.